# Fishersville
Fishersville és una concentració de població designada pel cens dels Estats Units a l'estat de Virgínia. Segons el cens del 2000 tenia 4.998 habitants.

## Demografia
Segons el cens del 2000, Fishersville tenia 4.998 habitants, 1.826 habitatges, i 1.433 famílies. La densitat de població era de 147 habitants per km².
Dels 1.826 habitatges en un 32,6% hi vivien nens de menys de 18 anys, en un 66% hi vivien parelles casades, en un 9,7% dones solteres, i en un 21,5% no eren unitats familiars. En el 19,2% dels habitatges hi vivien persones soles el 9% de les quals corresponia a persones de 65 anys o més que vivien soles. El nombre mitjà de persones vivint en cada habitatge era de 2,51 i el nombre mitjà de persones que vivien en cada família era de 2,85.
Per edats la població es repartia de la següent manera: un 22,1% tenia menys de 18 anys, un 5,5% entre 18 i 24, un 27,7% entre 25 i 44, un 26,7% de 45 a 60 i un 18% 65 anys o més.
L'edat mediana era de 42 anys. Per cada 100 dones de 18 o més anys hi havia 87,2 homes.
La renda mediana per habitatge era de 49.322 $ i la renda mediana per família de 53.528 $. Els homes tenien una renda mediana de 36.094 $ mentre que les dones 26.778 $. La renda per capita de la població era de 21.248 $. Entorn del 5,5% de les famílies i el 6% de la població estaven per davall del llindar de pobresa.

## Poblacions més properes
El següent diagrama mostra les poblacions més properes.